# 朝鲜劳动党第六届中央委员会
朝鲜劳动党第六届中央委员会由1980年举行的朝鲜劳动党第六次代表大会选举产生。2010年朝鲜劳动党代表会议上，选举产生了新一届中央委员会。但严格地说，根据《朝鲜劳动党章程》，党代表会议是在两届全国代表大会之间召开的，因而此次新一届中央委员会并不能算是真正意义上的换届。

## 1980年至2010年
1980年10月至2010年9月间的朝鲜劳动党中央委员会成员如下：
注：粗体为2010年朝鲜劳动党代表会议举办前仍在任者。

### 政治局
- 常务委员会委员：金日成[2]、金一[3]、吴振宇[4]、金正日、李钟玉[5]
- 委员：金日成[2]、金一[3]、吴振宇[4]、金正日、李钟玉[5]、朴成哲[6]、崔贤[7]、林春秋[8]、徐哲[9]、吴白龙[10]、金仲麟[11]、金永南、全文燮[12]、金焕[13][14]、延亨默[15]、吴克列[16]、桂应泰[17]、姜成山[18][14]、白鹤林[19]、崔永林[20]、徐允錫[21]、许锬[22]、李根模[23]、洪成南[24]、全炳浩[25]、崔光[26]、韓成龍[27]、金英柱[28]

- 候补委员：许锬[22]、尹基福[29]、崔光[26]、赵世雄[16]、崔载羽[16]、孔镇泰[30]、郑浚基[16]、金铁万[31]、郑京姬[16]、崔永林[20]、徐允锡[21]、李根模[23]、玄武光[16]、金江煥[16]、李善实[32]、全炳浩[25]、金斗南[33]、安承鹤[34]、洪成龙[35]、金福[16]、洪时学[36]、洪成南[24]、桂应泰[17]、韓成龍[27]、崔泰福[37]、金达铉[38]、金容淳[39]、杨亨燮[40]、洪锡亨[41]

### 书记局
- 总书记：金日成、金正日[42]
- 书记：金正日[42]、金仲麟[43]、金永南[16]、金焕[44]、延亨默[45]、尹基福[46]、洪时学[16]、黄长烨[47]、朴寿洞[16]、徐宽熙[48]、安承鹤[49]、蔡喜正[50]、朴南基[51]、李根模[52]、金焕[53]、桂应泰[54]、姜成山[55]、全炳浩[56]、崔泰福[57]、韓成龍[58]、许锬[59]、金容淳[60]、金国泰[61]、金己男[62]

注：以下内容由于资料不全，仅列出为部分人物。

### 军事委员会
- 委员长：金正日
- 委员：李乙雪、李夏一、赵明禄、金永春、金一哲[63][64]、金明国、李勇哲[65]

### 检阅委员会
- 委员长：-
- 第一副委员长：鄭明學
- 副委员长：赵镇玉、李得男
- 委员：金昌焕、郑冠龙、李镛模、韩石宽

### 检查委员会
- 委员长：-
- 委员：金世润、金天弼、孟泰浩、申京植、宋琴顺、崔致善、韩英镐、韩胤昌、韩泰容

### 中央委员
金正日、金英柱、金永南、全炳浩、韓成龍、金铁万、崔泰福、崔永林、杨亨燮、洪锡亨、金己男、金国泰、金仲麟、金焕、金福信、朴南基、元东九、李夏一、吴克烈、金敬姬、蔡喜正、全夏哲、李用茂、李哲奉、黄顺姬、金基龍、朴承一、金学峰、崔文善、林亨九、李根模、玄哲奎、李吉松、李乙雪、金正阁、金明国、金格植、全河哲、朱相成、金永春、赵明禄、金一哲、金龙云、姜东润、朴基瑞、韩仁述、玄哲海、金炳律、朱诚一、金圣爱、廉基淳、李勇哲、张成泽、金时学、姜宽周、洪成龙、俞贞淑、全熙正、姜锡柱、孙成弼、朱昌骏、车用振、朱奎昌、廉泰俊、边昌福、洪时学、郑哲、许克诚

### 中央候补委员
李成大、金元镇、金利龙、郭範基、朴元铉、金学燮、金成求、吴成烈、崔基龍、李载允、尹基贞、金秀學、朴明哲、蔡圭彬、郑成泽、金贞淑、郑昌烈、金大植、全载善、吕春锡、金成奎、郑镐均、呂炳南、朱胜南、元明均、白相浩、金福汶、李泰哲、朴载庆、金重协、洪仁範、金哲明、朴凤洙、高桢植、李良淑、张国赞、崔相列、白世润、玉峰璘、郑松南、李英均、金洛姬、赵昌德、许淳、黄石奎、朴守范、金亨默、朴英贊、金周镐、崔明哲、李允洽、林奉龙、金润宇、金炳八、朴英植、许敏善、崔炳浩、韩奎八、崔贤基、李贤浩、白恩淳、李学燮、金光洙、李大奭、李东成、金应三、郭英镐

## 2010年至2016年
2010年9月，朝鲜劳动党代表会议上产生新一届中央委员会，共124位中央委员、105位中央候补委员。金正恩成为朝鲜最高领导人后，2012年4月朝鲜劳动党第四次代表会议上增补了部分中央委员会成员。2013年3月朝鲜劳动党中央委员会三月全会上再次增补了部分政治局成员。
注：划删除线的人物为因各种原因离职者。

### 最高负责人
- 第一书记：金正恩[76]
- 永远的总书记：金正日[77]

### 中央政治局
- 常务委员会委员：金正恩[76]、金正日[77]、金永南、崔永林、赵明录[78]、李英浩[79]、崔龙海[80]

- 委员：金正恩[76]、金正日[77]、金永南、崔永林、赵明录[78]、李英浩[79]、金永春、全炳浩、金国泰[81]、金己男、崔泰福、杨亨燮、姜锡柱、边永立、李用茂、朱霜成[82]、洪锡亨[83]、金敬姬、金正阁[84]、张成泽[85]、朴道春[86]、玄哲海[87]、金元鸿[88]、李明洙[89]、朴凤柱。

- 候补委员：金养健、金永日、朴道春[86]、崔龙海[80]、张成泽[85]、朱奎昌、李泰南、金洛姬、太钟洙、金平海、禹东测、金正阁[84]、朴正淳[90]、金昌燮、文京德、郭範基[91]、吴克烈[92]、卢斗哲[93]、李炳三[94]、赵延俊[95]、玄永哲、金格植、崔富日、李永吉。

### 中央书记局
- 第一书记：金正恩[76]

- 总书记：金正日[77]

- 书记：金己男、崔泰福、崔龙海、文京德、朴道春、金永日、金养健、金平海、太钟洙、洪锡亨[83]、金敬姬[96]、郭範基[97]、吴寿勇、姜锡柱

### 中央军事委员会
- 委员长：金正恩[76]、金正日[77]
- 副委员长：金正恩[76]、李英浩[79]、崔龙海[98]、玄英哲
- 委员：金永春、金正阁、金明国、金庆玉、金元鸿、郑明道、李炳哲、崔富日、金英哲、尹正璘、朱奎昌、崔相黎、崔京城、禹东测、崔龙海[98]、张成泽[85]、玄哲海[87]、李明洙[89]、金乐兼[99]

### 中央部长
金己男、张成泽、金永日、金平海、李英洙、朱奎昌、洪锡亨、金敬姬、崔熙正、吳日晶、金养健、金正林、蔡喜正、太钟洙、金永春、郭範基、朴凤柱

### 机关报《劳动新闻》
- 责任主编：尹禹哲[103]

### 中央检阅委员会
- 委员长：金国泰[81]
- 第一副委员长：鄭明學
- 副委员长：李得男
- 委员：车宽锡、朴德万、车舜吉、金勇善

### 中央检查委员会
- 委员长：金昌洙
- 副委员长：朴明顺
- 委员：金昌洙、朴明顺、崔培振、金哲、沈哲浩、吴龙日、桂永三、柳贤植、高秉喜、方勇玉、张正洙、许光玉、池东植、郑奉石、崔权洙

### 中央委员（124人）
金正日、康能洙、姜东润、姜锡柱、姜杓英、姜阳模、高炳贤、金国泰、金敬姬、金庆玉、金己男、金基龍、金洛姬、金明国、金炳律、金炳浩、金城德、金松哲、金正阁、金贞淑、金正恩、金正任、金昌燮、金铁万、金春三、金泰丰、金平海、金炯龙、金亨植、金熙泽、金养健、金永南、金永春、金永日、金英哲、金勇镇、金仁植、金元鸿、郭範基、梁万吉、吕春石、卢斗哲、卢培权、柳英燮、李龙男、李萬建、李明洙、李武荣、李炳三、李炳哲、李凤德、李奉竹、李泰南、李炯根、李希贤、李永吉、李英洙、李英浩、李用茂、李勇焕、李勇哲、李乙雪、林景万、文京德、朴光哲、朴道春、朴明哲、朴寿吉、朴胜元、朴正淳、朴重根、朴载庆、朴泰德、朴义春、边永立、边仁善、白世峰、成自立、張炳奎、张成泽、張哲、全吉壽、全龙国、全炳浩、全河哲、全昌福、全夏哲、全熙正、郑明道、郑浩钧、郑仁国、赵敬哲、赵明录、赵秉洙、朱奎昌、朱霜成、赵永植、車承秀、蔡喜正、崔京城、崔龙海、崔富日、崔相黎、崔泰福、崔熙正、崔永德、崔永林、太钟洙、韩光福、韩东根、玄哲海、玄英哲、洪锡亨、洪仁範、安正洙、杨东勋、杨亨燮、吴克烈、吴极列、吳羞容、吳日晶、禹东测、尹东铉、尹正璘

### 中央候补委员（106人）
康基燮、康宽周、姜冠日、姜万哲、姜恒丰、高秀日、金格植、金桂冠、金东恩、金东日、金东里、金东一、金明植、金炳勳、金昌明、金天浩、金忠杰、金太文、金希英、金英淑、金英才、金英浩、金勇冠、金佑镐、金成男、权学峰、鲁广哲、董正浩、廉仁润、卢庆骏、卢诚实、柳庆、李国骏、李基洙、李明吉、李民哲、李相根、李相权、李寿勇、李钟植、李在一、李濟善、李川花、李昌焕、李哲、李春日、李泰燮、李泰哲、李洪燮、李希首、李勇柱、李勇浩、李日南、朴凤柱、朴昌范、朴李顺、白啟龍、白龍天、徐东明、孙苍南、孙光哲、申胜勋、张明学、张浩赞、张永吉、全景善、全广禄、全成雄、全昌林、鄭明學、郑梦弼、郑凤根、郑允学、赵成焕、赵载英、趙永哲、池在龙、车镜日、车镇淳、车勇明、崔基龍、崔宽俊、崔凤浩、崔灿乾、崔春植、崔贤、崔永道、崔勇、太亨彻、韩昌南、韩昌顺、韩洪彪、许成吉、玄成洙、洪光淳、洪瑞憲、洪松武、黄炳瑞、黃順姬、黃學遠、安東春、杨仁国、吴哲山

## 历次全体会议

### 第一次全会
召开时间：1980年10月14日

选举产生：
- 党中央委员会政治局
  - 总书记：金日成
  - 常务委员会委员：金日成、金一、吴振宇、金正日、李钟玉
  - 委员：金日成、金一、吴振宇、金正日、李钟玉、朴成哲、崔贤、林春秋、徐哲、吴白龙、金仲麟、金永南、全文燮、金焕、延亨默、吴克烈、桂应泰、姜成山、白鹤林
  - 候补委员：许锬、尹基福、崔光、赵世雄、崔载羽、孔镇泰、郑浚基、金铁万、郑京姬、崔英林、徐允錫、李根模、玄武光、金江焕、李善实
- 党中央委员会书记局
  - 总书记：金日成
  - 书记：金正日、金仲麟、金永南、金焕、延亨默、尹基福、洪时学、黄长烨、朴寿洞

### 第二次全会
召开时间：1980年12月19日—20日

议题：
- 政治局候补委员、副总理兼国家计划委员会委员长孔镇泰作有关1980年国民经济计划的执行情况和1981年的国民经济计划的报告。
- 政治局委员、党中央书记金焕作关于1980年的农业总结和1981年农业计划问题的报告。

### 第三次全会
召开时间：1981年4月1日－2日

议题：政治局委员、书记局书记延亨默作关于彻底贯彻大安工作体系，进一步加强工厂经营管理的报告。

### 第四次全会
召开时间：1981年10月4日－6日

议题：政治局常委，政务院总理李钟玉作了关于全党、全国、全民行动起来，大力开展旨在开垦海涂和寻找新耕地的大自然改造工作的报告。

### 第五次全会
召开时间：1982年4月3日

议题：第七届最高人民会议第一次会议的议程。

会议期间（1982年4月9日），党中央政治局委员、中央人民委员会国防委员会副委员长崔贤逝世。

### 第六次全会
召开时间：1982年8月29日－31日

议题：
- 政治局委员、政务院副总理姜成山作关于占领150万吨有色金属高地的报告。
- 政治局候补委员、书记局书记玄武光作关于在机械工业部门实现模锻化、冲压化、焊接革命和绝缘材料革命的报告。

补选产生：
- 党中央委员会政治局委员：崔英林、徐允锡
- 党中央委员会政治局候补委员：全炳浩、金斗南

### 第七次全会
召开时间：1983年6月15日－17日

议题：讨论了有关化工、纺织以及铁路运输等方面内容。
补选产生：
- 党中央委员会书记局书记：安承鹤（负责轻工业）、蔡喜正（负责计划和财政）
- 免去金焕（已担任政务院副总理）和尹基福（已担任平壤市人民委员会委员长的书记职务。

1. 本届全会以后，李钟玉的政治局常委职务不再被提及。

### 第八次全会
召开时间：1983年11月29日－12月1日

议题：政务院副总理兼国家计划委员会委员长洪成龙作关于1984年发展国民经济计划的报告。

补选产生：
- 党中央委员会政治局委员：许锬
- 党中央委员会政治局候补委员：安承鹤、洪成龙、金福

1. 1984年4月6日，政治局委员吴白龙逝世。

### 第九次全会
召开时间：1984年7月6日－9日

召开地点：清津

议题：党中央总书记金日成作关于朝鲜民主主义人民共和国党和国家代表团访问苏联和欧洲社会主义国家的结果的报告。

### 第十次全会
召开时间：1984年12月4日－10日

议题：政治局候补委员、政务院副总理兼国家计委委员长洪成龙作关于1985年国民经济发展计划的报告。

人事变动：选举朴南基为党中央书记。

### 第十一次全会
召开时间：1986年2月5日－8日

议题：
- 政治局委员金焕同志作关于促进技术革命的报告。

人事变动：
- 免去孔镇泰、洪成龙、安承鹤政治局候补委员职务，选举洪时学、洪成南为政治局候补委员；
- 免去廷亨默、安承鹤、金仲麟书记局书记职务，选举李根模、金焕、桂应泰为书记局书记。

### 第十二次全会
召开时间：1986年12月27日

议题：
- 洪成南作关于国民经济发展第三个七年计划（1987－1993年）统计数字的报告；
- 洪成南作关于1987年国民经济发展计划的报告；
- 第八届最高人民会议第一次会议的议程。

人事变动：
- 提升政治局候补委员李根模、洪成南为政治局委员。
- 解除李根模、金焕、朴南基的党中央委员会书记职务。
- 选举姜成山、廷亨默、全炳浩、崔泰福为党中央委员会书记。

### 第十三次全会
召开时间：1987年3月7日－11日

议题：关于科学发展与保健事业的相关问题。

人事变动：
- 政治局候补委员桂应泰提升为政治局委员。
- 政治局委员、书记局书记姜成山被降职，改任咸镜北道党委责任书记兼道人民委员会委员长。

1. 1988年4月27日，政治局委员林春秋逝世。

### 第十四次全会
召开时间：1988年11月28日－30日

议题：政治局委员、书记延亨默作关于迅速发展机床工业和电子、自动化工业问题的报告。

人事变动：补选中央政治局候补委员全炳浩为政治局委员，韓成龍为政治局候补委员，朴南基、金仲麟为中央书记。

### 第十五次全会
召开时间：1988年12月12日

议题：推荐延亨默为政务院总理。
人事变动：李根模因病辞去政务院总理和中央政治局委员职务。解除延亨默的中央书记职务，选举韩成龙为中央书记。

### 第十六次全会
召开时间：1989年6月7日－9日

议题：关于轻工业发展
人事变动：洪成南由党中央政治局委员降为政治局候补委员。

### 第十七次全会
召开时间：1990年1月5日－9日

议题：政治局委员、政务院总理延亨默作关于今年在全国经济各部门和单位大力开展增产节约运动问题的报告。
人事变动：尹基福被选为党中央书记。

### 第十八次全会
召开时间：1990年5月23日

议题：第九届最高人民会议第一次会议的议程。

人事变动：补选崔光、韓成龍为党中央政治局委员；崔泰福、金铁万、崔永林为党中央政治局候补委员。免去许锬的党中央书记职务；补选金容淳为党中央书记（负责国际事务）。
1. 1991年5月11日，政治局委员许锬逝世。

### 第十九次全会
召开时间：1991年12月24日

议题：北方代表团团长延亨默作第5次北南高级会谈的成果及今后争取促进自主和平统一的任务的报告。
1. 1992年3月28日，党中央政治局候补委员玄武光逝世。
2. 1992年9月30日，党中央政治局委员徐哲逝世。

### 第二十次全会
召开时间：1992年12月10日

议题：建议最高人民会议免除延亨默的政务院总理职务，任命姜成山为新的政务院总理。

人事变动：补选金达铉、金容淳为政治局候补委员，选举金国泰、金己男为中央书记。

### 第二十一次全会
召开时间：1993年12月8日

议题：政治局委员、政务院总理姜成山作关于第三个七年计划（1987－1993年）执行情况的总结和当前经济建设的方向的报告。
人事变动：增选金英柱为中央政治局委员，杨亨燮、洪锡亨为中央政治局候补委员。
1. 1994年7月8日，党中央总书记金日成病逝。
2. 1994年7月28日，党中央政治局候补委员姜希源逝世。
3. 1995年2月25日，党中央政治局常务委员吴振宇逝世。
4. 1997年，党中央书记（主管农业）徐官喜（又译徐宽熙）死亡。
5. 1997年，党中央书记黄长烨出走。
6. 1997年，政治局委员徐允錫从官方名单中消失。
7. 1997年2月21日，党中央政治局委员崔光逝世。
8. 1998年12月29日，全文燮逝世。
9. 1999年9月23日，党中央政治局委员李钟玉逝世。
10. 2003年10月26日，党中央书记金容淳逝世。
11. 2006年11月23日，党中央政治局委员桂应泰逝世。

### 2010年9月全会
召开时间：2010年9月28日
会上选举产生了新一届中央政治局常委、委员、候补委员，党中央书记，军事委员会委员长、副委员长、委员，党中央部长，中央检阅委员会委员长、第一副委员长、副委员长、委员等成员。
会议选举金正日、金永南、崔英林、赵明录、李英浩为党中央政治局常委，选举金正日为党中央军委委员长，金正恩、李英浩为副委员长，金永春、崔龙海、张成泽、金正阁、禹东测、朱奎昌等16人为军委委员。决定崔泰福、洪锡亨、朴道春、文京德等10人为中央委员会书记，任命张成泽、金敬姬、洪锡亨等15人为党中央委员会部长。
选举金国泰为中央检阅委员会委员长,郑明学为第一副委员长。
会议任命金基龙为《劳动新闻》责任主编。
1 2010年11月6日，朝鲜劳动党中央政治局常委、朝鲜国防委员会第一副委员长赵明录逝世。
2 2011年1月22日，朝鲜劳动党中央政治局候补委员、党中央委员会第一副部长朴正淳逝世。
3 2011年6月6日，朝鲜劳动党中央政治局扩大会议决定免去洪锡亨的中央委员会书记职务。
4 2011年12月17日，朝鲜劳动党总书记、国防委员会委员长金正日逝世。
5 2012年4月11日，朝鲜劳动党第四次代表会议决定选举金正恩为第一书记，崔龙海为党中央政治局常委、中央军委副委员长，补选张成泽、金正阁、玄哲海、金元鸿、朴道春、李明洙为中央政治局委员，郭範基、吴克烈、李炳三、卢斗哲、赵延俊为政治局候补委员。
6 2012年7月15日，朝鲜劳动党中央政治局会议决定免去李英浩的党中央政治局常委、委员和党中央军委副委员长等一切职务。

### 2013年3月全会
- 召开时间：2013年3月31日
- 朝鲜劳动党中央政治局在2013年3月26日决定，为解决主体革命的重大问题，在2013年3月末举行党中央全会。
- 会议议题

会议于3月31日在党中央大厦举行，金正恩出席会议。会议决定“核武装与经济建设并举”，同时决定了向最高人民会议第12届第7次会议的干部提名人选，决定补选朴凤柱为政治局委员，玄英哲、金格植、崔富日为政治局候补委员.会议根据金正恩的委托，任命白鸡龙为党轻工业部部长，任命尹禹哲为《劳动新闻》总编辑。
会议补选和罢免了中央检查委员会委员。
1 2013年12月8日朝鲜劳动党中央政治局扩大会议宣布解除党中央政治局委员、中央军委委员、国防委员会副委员长张成泽的一切职务；2013年12月12日，朝鲜国家安全保卫部特别军事法庭判处张成泽死刑并立即执行。
2 2013年12月13日，朝鲜劳动党中央政治局委员、中央检阅委员会委员长金国泰去世，享年89岁。
3 2014年2月14日，朝鲜劳动党中央部长蔡喜正去世。
4 2014年7月7日，朝鲜人民军陆军大将、人民军武器装备馆名誉馆长全炳浩去世，享年88岁。
5 2014年8月，朝鲜劳动党中央检查委员会委员长、朝鲜中央统计局局长李胜好去世。